# Bussy-Albieux
Bussy-Albieux – miejscowość i gmina we Francji, w regionie Owernia-Rodan-Alpy, w departamencie Loara.
Według danych na rok 1990 gminę zamieszkiwało 448 osób, a gęstość zaludnienia wynosiła 23 osób/km² (wśród 2880 gmin regionu Rodan-Alpy Bussy-Albieux plasuje się na 1191. miejscu pod względem liczby ludności, natomiast pod względem powierzchni na miejscu 524.).